# فورنلی
فورنلی (به ایتالیایی: Fornelli) یک کومونه در ایتالیا است که در استان ایسرنیا واقع شده‌است. فورنلی ۲۳٫۱ کیلومتر مربع مساحت و ۲٬۰۱۴ نفر جمعیت دارد و ۵۳۰ متر بالاتر از سطح دریا واقع شده‌است.